# Jean Bouche
Pour les articles homonymes, voir Bouche.
Jean Bouche, né le 11 novembre 1854 à Bertren et mort le 8 mai 1914 à Bordeaux, est un homme politique français. Il a été maire de Bordeaux de 1908 à 1912.

## Biographie
Natif des Hautes-Pyrénées le 11 novembre 1854, Jean Bouche suivit des études au collège de Saint-Gaudens. Il commença une carrière aux Ponts et Chaussées en réalisant des travaux sur les lignes de chemins de fer, comme entrepreneur de travaux publics à partir de 1883. Il arriva à Bordeaux en 1890 où il participa à la construction de la gare du Midi jusqu’en 1897.  
Il fut élu adjoint au maire en 1900 avec la liste Paul-Louis Lande maire de 1900 à 1904 puis il participa au conseil municipal d'Alfred Daney entre 1904 et 1908. Il exerça entre 1900 et 1908 le mandat de direction des travaux de la ville. 
Il est maire de Bordeaux du 15 mai 1908 au 19 mai 1912.
Il meurt le 8 mai 1914 à Bordeaux.

## Action politique
Sous son mandat de maire se créa l’école d’aviation militaire. Jean Bouche réorganisa l’ensemble des services hospitaliers de la ville. Il réalisa l'extension de l'électrification des voies de Bordeaux

## Distinctions
- Officier de la Légion d'honneur (1912)

## Mémoire

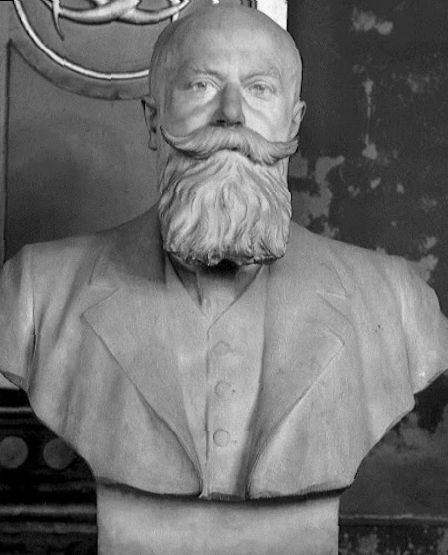
Buste de Jean Bouche.

- Un buste de Jean Bouche réalisé, en 1910 par Gaston Veuvenot Leroux, est exposé au Musée des beaux-arts de Bordeaux.